# Liste von Leuchttürmen in Malta
Die Liste von Leuchttürmen in Malta nennt Leuchttürme in der Republik Malta.

## Liste
| Name                | Region                         | Distrikt         | Gemeinde   | Gewässer   | Position                         | Baujahr | Turmhöhe | Feuerhöhe | Kennung               | Bild |
| ------------------- | ------------------------------ | ---------------- | ---------- | ---------- | -------------------------------- | ------- | -------- | --------- | --------------------- | ---- |
| Giordan Lighthouse  | Reġjun Għawdex (Region Gozo)   | Gozo and Comino  | Għasri     | Mittelmeer | 36° 4′ 20″ N, 14° 13′ 6,3″ O     | 1853    | 22 m     | 180 m     | Fl.7.5s               |      |
| St. Elmo Lighthouse | Reġjun Xlokk (Region Südosten) | Southern Harbour | Valletta   | Mittelmeer | 35° 54′ 9,5″ N, 14° 31′ 31,6″ O  | 1908    | 14 m     | 16 m      | Q.G.                  |      |
| Delimara Lighthouse | Reġjun Xlokk (Region Südosten) | South Eastern    | Marsaxlokk | Mittelmeer | 35° 49′ 19,2″ N, 14° 33′ 31,9″ O | 1855    | 22 m     |           | außer Betrieb (~1990) |      |